# Ебертсгайм
Ебертсгайм (нім. Ebertsheim) — громада в Німеччині, розташована в землі Рейнланд-Пфальц. Входить до складу району Бад-Дюркгайм. Складова частина об'єднання громад Грюнштадт-Ланд.
Площа — 5,29 км2. Населення становить 1259 ос. (станом на 31 грудня 2020).